# Bulbophyllum toppingii
Bulbophyllum toppingii là một loài phong lan thuộc chi Bulbophyllum.